# Hermann Matthias von Velen
Hermann Matthias von Velen (* 29. Juni 1632 in Meppen; † 2. Januar 1681 im Schloss Velen) war Amtsdroste im Amt Meppen.

## Leben

### Herkunft und Familie
Hermann Matthias von Velen wuchs als Sohn des Dietrich von Velen (1591–1657, Gründer von Papenburg) und seiner Gemahlin Katharina Sophia von Wendt zu Holtfeld (1610–1647) zusammen mit seiner Schwester Maria Alexandra (1636–1675, ⚭ Freiherr Otto Werner Waldbott von Bassenheim) und seinem Bruder Dietrich Anton (1643–1700, Dompropst in Münster und Domherr in Minden) in der uralten westfälischen Adelsfamilie von Velen auf.
Am 11. September 1663 heiratete er in der Schlosskapelle Velen Margaretha Anna von Galen zu Assen (1644–1720). Die Ehe brachte zehn Kinder, darunter Margaretha Theodora Agnes, Christoph Alexander und Anton Heinrich Hermann.

### Werdegang und Wirken
Im Jahre 1640 wurde Hermann Matthias seinem Vater im Drostenamt beigeordnet und schließlich am 8. November 1657 zum Drosten des Amtes Meppen bestallt. Im gleichen Jahr übernahm er die Familiengüter. Er war Stammherr. Nach seinem Tod wurde sein Sohn Christoph Alexander am 19. Januar 1692 zum Drosten bestallt. Damit führte dieser die Drostengeschäfte in fünfter Generation und bewahrte so die Familientradition.